# Monumension
Albums de Enslaved
Mardraum - Beyond the Within
(2000) Below the Lights
(2003)
Monumension est le sixième album studio du groupe de Black metal norvégien Enslaved. L'album est sorti le 27 novembre 2001 sous le label Osmose Productions.
C'est le premier album du groupe avec des chansons écrites intégralement en anglais.
L'édition limitée de l'album contient en titre bonus la chanson Sigmundskvadet.

## Musiciens
- Ivar Bjørnson - Guitare, Claviers
- Grutle Kjellson - Classe, Basse
- Richard Kronheim - Guitare
- Dirge Rep - Batterie

## Liste des morceaux
1. Convoys to Nothingness – 7:58
2. The Voices – 6:07
3. Vision: Sphere of the Elements - A Monument Part II – 4:58
4. Hollow Inside – 5:38
5. The Cromlech Gate – 6:55
6. Enemy I – 5:16
7. Smirr – 4:26
8. The Sleep: Floating Diversity - A Monument Part III – 8:12
9. Outro: Self-Zero – 3:08
10. Sigmundskvadet (édition limitée) – 6:59